# Zabarima (Emirat)
Das Emirat Zabarima (Eigenbezeichnung: asalin Zabramawa) war ein kurzlebiges, islamisch geprägtes Staatswesen, das etwa vom Ende der 1860er an bis zum Jahr 1897 in den Nordterritorien des heutigen Ghana und im Süden vom heutigen Burkina Faso existiert hat. Berühmt-berüchtigt wurde der Zabarima-Staat insbesondere durch Führungspersönlichkeiten wie Gazari oder Babatu, die in der europäischen Geschichtsschreibung zumeist als Sklaven-Freibeuter beschrieben und als solche mit Samori Touré auf eine Stufe gehoben werden.

## Ethnische Diversität im Zabarima-Staat
Der Zabarima-Staat war vom ethnischen Standpunkt aus gesehen ein sehr heterogenes Gebilde, in dem die staatsgründenden Jerma eigentlich nur eine kleine Minderheit waren. Es waren hauptsächlich Haussa, Fulbe, Yoruba, Mossi und Angehörige der Völker des Gurunsi-Landes, welche sich den Jerma seit ihren frühen Feldzügen angeschlossen hatten. Trotz ihrer kleinen Zahl waren die Jerma jedoch in der Lage gewesen, sich die Dienste ihrer andersstämmigen Gefolgsleute zu sichern in Verbindung mit einer, über einen ziemlich langen Zeitraum andauernden Loyalität. Vor allem letzteres war die Basis, auf der sich die Machtstellung der Jerma aufbaute.
Heutige Nachfahren der Zabarima-Gründer leben, von einer in Ghana sesshaften Gruppe einmal abgesehen, überwiegend in dünn besiedelten Regionen zwischen Niamey und Dosso (heutige Republik Niger) sowie in der Region Sokoto (heutiges Nigeria). Das gegenwärtige Oberhaupt der Jerma in Ghana trägt allerdings auch heute noch den Titel Sarkin Zabramawa und ist ein Verwandter aus der patrilinearen Blutslinie des Babatu.

## Geschichte des Zabarima-Staates

### Herkunft der Staatsgründer
Die Staatsgründer des Zabarima-Staates waren muslimische Jerma, d. h. Angehörige jener Songhai-Gruppe, welche den ihnen eigenen Dialekt des Jerma sprechen. Teile von ihnen hatten sich nach dem Songhai-Feldzug von 1516 vor allem in den neu eroberten Gegenden der Königreiche Kebbi und Dendi angesiedelt.
Nach der Zerschlagung des Songhai-Reiches (1591) kam es in diesen Regionen erneut zu einer größeren Einwanderungswelle von Jerma, als eine große Zahl an Flüchtlingen ostwärts zu ihren Verwandten zog. Obwohl die Jerma seit dieser Zeit beständig islamischen Einflüssen unterlegen haben, konnten sie jedoch über Jahrhunderte hinweg einer weitgehenden Islamisierung widerstehen. So wundert es nicht, dass das Jerma-Land auch eines der vorrangigen Ziele im großen Dschihad des Usman dan Fodio (1790–1809) war und schließlich von den Fulani-Dschihadisten erobert wurde. Mit der Gründung des Kalifats von Sokoto im Jahre 1809 wurde das Jerma-Land unter der Bezeichnung Emirat Kebbi Westprovinz des neuen Sokoto-Reiches. Ungefähr um 1860, möglicherweise schon eher, kam es jedoch vorrangig in den Gegenden um Kebbi zum Aufstand gegen die Besatzungsmacht. Mit Hilfe ihrer Nachbarn gelang es dabei den Rebellen, die hauptsächlich Jerma waren, die politische Macht wiederzuerlangen und die Fulanis weitgehend aus dem Land zu vertreiben. Ausgelöst durch diesen Aufstand und der ohnehin vorhandenen, allgemeinen Sehnsucht nach einer gerechteren Gesellschaftsordnung wandten sich große Teile der Bevölkerung des Jerma-Landes in diesen Jahren dem Islam zu, der sich zunehmend als Hauptreligion in diesen Gegenden etablierte.
Auf Grund der allgemeinen Verwüstung infolge der kriegerischen Ereignisse und daraus resultierende Ausfälle in lebenswichtigen Bereichen wirtschaftlicher Produktion konzentrierten sich jedoch zahlreiche Jerma zunehmend auf den Handel außerhalb ihrer Landesgrenzen.

### Dagomba-Kolonie
In dieser Zeit tauchten Gruppen von Jerma-Kriegern u. a. auch in den Königreichen Dagomba und Kotokoli auf, wo man zunächst als Pferde-Händler in Erscheinung trat. Der Umstand, dass sich speziell die Dagomba-Häuptlinge mit der Bezahlung ihrer Einkäufe Zeit ließen, veranlasste die hiesigen Jerma, sich im Dagomba-Land auf längere Sicht bis zur Bezahlung ihrer Pferde niederzulassen. In dieser Zeit tauchten auch die Mallams Alfa Hanno und Alfa Gazari in Dagomba auf, nachdem sie sich zunächst in der Gonja-Metropole Salaga religiösen Studien gewidmet hatten. Kurze Zeit später wählten die Dagomba-Jerma Hanno zu ihrem Anführer und etwas später galt Hanno allgemein als Führer aller Jerma, welche außerhalb des Mutterlandes lebten.
Dagomba war zu jener Zeit gegenüber dem Königreich Ashanti tributpflichtig. Dieser Tribut wurde zumeist in Form von Sklaven entrichtet. Hinzu kam, dass zu jener Zeit Dagomba in den Wirren eines Bürgerkriegs zu versinken drohte, welcher zwischen Yakuba, dem regierenden Ya Na, und seinen Söhnen ausgetragen wurde. Im Zuge dessen wurden vor allem seitens des Ya Na „Stafexpeditionen“ gegen Nachbarvölker organisiert unter dem Vorwurf, dass diese die Gegenseite unterstützt hätten. Zudem war der Druck aus Asante auf den Dagombakönig hinsichtlich der Einhaltung der Tributzahlungen groß genug, dass diese „Strafexpeditionen“ vorrangig zum Einfangen von Sklaven unternommen wurden. Auch die Dagomba-Jerma beteiligten sich als Söldner an diesen Expeditionen. Es waren vornehmlich die Feldzüge von Adama, des damaligen Na Karaga, und von Abudullai, des damaligen Na Kumbungu im Gurunsi-Land, die mit Jerma-Unterstützung stattfanden.
Trotz ihrer zahlenmäßig geringen Stärke waren die Zabarima-Söldner hoch geschätzte Alliierte im Dagomba-Heer, da sie relativ gut bewaffnete und erfahrene Reiter waren, die mit einem hohen Grad an innerer Geschlossenheit und Mobilität zu kämpfen verstanden. Dennoch blieb es innerhalb der Dagomba-Streitkräfte nur bei einer Gastrolle, die lediglich auf nicht beglichene Schulden verschiedener Dagomba-Häuptlinge basierte. Zudem machten sich die Jerma in Dagomba zunehmend unbeliebt durch ihr engagiertes Eingreifen in Dagomba-interne Angelegenheiten. Hinzu kamen Besitzstreitigkeiten, die zwischen Alfa Hanno und dem Ya Na entstanden waren. Wie sehr das Verhältnis zwischen Dagomba und Jerma belastet war, zeigt sich z. B. daran, dass Isaka (s. u.) forderte, dass vor dem Beginn der nächsten Expedition Alfa Gazari als Verantwortlicher für die uban dawaki, die Kavallerie des Dagomba-Heeres, eingesetzt werden solle, was jedoch bei den Dagombas auf allgemeine Ablehnung stieß. Einige Zeit später kam es zur endgültigen Abkehr der Zabarima, als der Ya Na Truppen zu den Zabarima aussandte, um zunächst seinen eigenen Besitzforderungen Nachdruck zu verleihen. Später, zum Zeitpunkt des Amtsantritts von Alfa Gazari als Nachfolger Hannos, war Andani, der Häuptling von Savelugu, seitens des Ya Na Abudallai beauftragt worden, ins Gurunsi-Land einzufallen und die Zabarimas „zurückzuholen“. Damit wurde ein heiliger Eid verletzt, denn die Oberhäupter von Dagomba und Zabarima hatten einst auf den Koran geschworen, dass man niemals die Hand gegeneinander erheben werde. Dies war ein klarer Vertrauensbruch und gleichzeitig der Auslöser, der das Ende in den bereits seit langem belasteten Beziehungen der Jerma-Dagomba-Allianz endgültig besiegelte.

### Konstituierung
Daneben waren bei den Dagomba-Jerma ohnehin Ambitionen erwachsen, die sehr viel weitreichenderer Natur waren als nur die eines Gastvolkes. Dies zeigt sich z. B. in ihren Verhandlungen mit Sisala-Häuptlingen unter der Führung des Kuoro (Häuptlings) von Dolbizan, dem Führer oder Sprecher einer kleineren Konföderation mehrerer Sisala-Zentren.
Das sog. „Gurunsi“-Land war ein Territorium, in dem Gesellschaften existierten, welche man heute den sog. „staatenlosen Gesellschaften“ der westafrikanischen Savanne zuordnet. Die Zabarima kamen hier in ein relativ dicht bevölkertes, von ethnisch unterschiedlichen Gruppen bewohntes Gebiet, das zudem von mächtigen Zentralstaaten umgeben war. Dies waren Dagomba im Osten, Gonja und Mamprussi im Südosten, Asante im Süden, Gyaman mit Bono-Mansu im Südwesten, Walembele (Wala) im Westen und das Mossi-Imperium im Norden. Die meisten der Südstaaten waren zu jener Zeit Vasallenstaaten Asantes. Hinzu kam, dass diese Gegenden auch stark unter kriegerischen Einfällen von außerhalb zu leiden hatten, wie zum Beispiel etwa kurz zuvor durch einen Feldzug, der im Rahmen des Dschihad von Mamadu Karantao stattgefunden hatte und der die Ursache einer gewissen Entvölkerung des östlichen Gurunsi-Landes gewesen war.

### Feldzüge und Eroberungen

#### Feldzug nach Wala und ins Dagarti-Land
Truppen der Jerma fallen 1890 in Wala ein. In der darauffolgenden Schlacht bei Nasa stehen sich 12.000 Krieger des Wala-Königs Bazori und 9.000 Jerma-Krieger des Emirs Babatu dan Isa gegenüber. Beide Seiten haben auch mit ihren Malams religiöse Unterstützung seitens hochgestellter islamischer Würdenträger. Babatu konnte mit seinen Truppen schließlich den Sieg erringen und besetzte daraufhin die Stadt Nasa. Er fand die Stadt jedoch weitestgehend menschenleer vor. Ein großer Teil der Stadtbevölkerung war, sofern man nicht an den Kampfhandlungen teilgenommen hatte, geflohen. Die wenigen, welche zu diesem Zeitpunkt noch in der Stadt weilten, liefen eiligst davon als sich Babatus Truppen näherten. Diese setzten den Flüchtenden nach und es kam in der Nähe von Wa erneut zu einem Gefecht, in welchem Babatus Truppen erneut die Oberhand behielten. Von hier aus fielen die Zabarima ins Dagarti-Land ein, was eine allgemeine Fluchtbewegung in Richtung Wala auslöste. Gesandte des Wala-Königs, welche Babatu zum Zwecke von Verhandlungen aufsuchten, wurden allerdings von den Zabarima ermordet. Babatu ließ daraufhin die Stadt Wa besetzen und schlug hier sein neues Hauptquartier auf. Dabei wurde nicht nur die Stadt ausgiebig geplündert, sondern es kam auch zu einem grausamen Massaker, das die Zabarima unter der vorgefundenen Wa-Bevölkerung anrichteten. Obwohl die Jerma selbst islamischen Glaubens waren, machten sie bei dem Massenmord keinen Unterschied, ob man einen Muslim vor sich hatte oder nicht. Auch die Malams der Wa wurden dabei gefangen genommen und von den Zabarima nach Norden als Sklaven verkauft.
Von Wa aus begann Babatu kurze Zeit später einen Feldzug in das Dagarti-Land. Er kam aber nur bis Baire (Bayayiri), wo die Zabarima ihr Feldlager aufschlugen. Beim Versuch, die nahegelegene Stadt Sankana einzunehmen, konnte der Angriff der Babatu-Armee jedoch erfolgreich abgewehrt werden. Trotz der Warnung seiner Malams war Babatu fest entschlossen, diesen Krieg weiter fortzusetzen. Die Jerma-Armee zog daraufhin nach Sati und von hier aus in das Kabala-Land. Hierbei konnte die Stadt Kawulalawuri besetzt werden, die von den Zabarima jedoch weitgehend zerstört wurde. Die Zabarima-Armee zog jedoch weiter, ohne hier größeren Halt einzulegen. Über den weiteren Verlauf des Feldzuges ist leider nichts bekannt.
Das politische Ergebnis dieses Zabarima-Feldzugs war jedoch, dass die im West-Gonja-Gebiet ansässigen Bona (Boya) am 12. April 1894 einen Freundschafts- und Schutzvertrag mit den Briten unterzeichneten. Ebenso unterzeichneten am 4. Mai 1894 die Dagarti in der Nähe von Wa einen ähnlichen Vertrag mit den Briten sowie die Mamprussi am 28. Mai 1894 in Gambaga.

#### Feldzug nach Norden ins Mossi-Land
Um einer offenen Konfrontation mit den Briten aus dem Weg zu gehen, wandte sich Babatu daraufhin nach Norden und fiel mit seiner Zabarima-Armee in das Mossi-Königreich von Ouagadougou ein, auch wenn Mossi und Zabarima sonst eher auf Distanz zueinander geblieben sind. Dies hatte jedoch den Hintergrund, dass im Vorfeld Wobogo, der Moro Naba von Ouagadougou, Zabarima-Krieger als Söldner in Land geholt hatte, um mit ihrer Unterstützung einen aus seiner Sicht „ungehorsamen Vasallen“, den Lalle Naba, „zu bestrafen“. Aufgrund der einsetzenden Regensaison sah sich jedoch die anrückende Zabarima-Armee gezwungen, wieder den Rückzug anzutreten, ohne bis zur Hauptstadt des Lalle Naba vorgedrungen zu sein. Verschiedene Zeitzeugen erklären in diesem Zusammenhang einhellig, dass die Zabarimas auf ihrem Weg eine tiefe Spur der Zerstörung hinterlassen haben. Dieser Zabarima-Einfall trieb auch die übrigen Stämme des Mossi-Imperiums in die Hände der Europäer und so unterzeichnete auch der Mogho Naba (Mossi-Kaiser) am 2. Juli 1894 in Ouagadougou einen Freundschafts- und Schutzvertrag mit den Briten.

### Babatu, Samori und die Europäer
Im Zusammenhang mit dem Helgoland-Sansibar-Vertrag diskutierten die Regierungen in London und Berlin auch über einen möglichen Grenzverlauf zwischen den britischen und deutschen Interessengebieten. Dabei wurden unter anderem auch Dagomba und große Teile des Mamprussi-Landes unter Auflösung der Neutralen Zone in eine britische und eine deutsche Einflusssphäre geteilt, wobei der Norden des Mamprussi-Landes dem französischen Hoheitsgebiet zugesprochen wurde. Das strategische Hauptziel aus Sicht der Briten lag dabei vor allem in der Verhinderung des weiteren Vordringens von Deutschen und Franzosen in das Hinterland des Aschanti-Reiches, wobei es jedoch galt, zunächst schnellstmöglich die Gegenden von Sklavenfreibeutern vom Schlage eines Babatu oder Samori zu säubern und ihre Staatsgebilde zu eliminieren.
Noch während sich Franzosen und Briten um das Königreich Gyaman (westlich von Asante) stritten, begannen die Dagomba einen Aufstand, der sich insbesondere gegen die Bestrebungen der Europäer richtete, eine politische Vormachtstellung im Herrschaftsgebiet des Dagomba-Königs zu erlangen. Im Vorfeld waren bereits die Franzosen an die Nordgrenzen von Dagomba gestoßen und hatten das von ihnen besetzte Gebiet dem Territoire Haut-Sénégal et Niger zugeordnet, das einen Teil der am 16. Juni 1895 errichteten Kolonie Französisch-Westafrika bildete. Allerdings gab es zum damaligen Zeitpunkt (noch) keine endgültige Regelung, was eine Grenzziehung dieser Gebiete in Abgrenzung zu den Interessengebieten der anderen europäischen Kolonialmächte anbelangte.
Sowohl Samori als auch Babatu hatten bislang jegliche Konfrontation mit den Franzosen zu vermeiden gesucht und auch kultivierte Beziehungen zu den Briten angestrebt. Letzteres wirkte sich zunächst für beide vorteilhaft aus, denn solange sie für die britische Regierung in Cape Coast keine Bedrohung darstellten, wurden sie auch von dieser in Ruhe gelassen. Dies änderte sich allerdings mit Babatus Feldzügen nach Mamprussi, ins Dagarti-Land sowie ins Mossi-Reich und den Bitten der dortigen Autoritäten nach europäischen Beistand gegenüber den Kriegerhorden der Sklaven-Freibeuter. Allerspätestens jedoch mit dem Übersetzen von Samoris Ost-Armee über den Schwarzen Volta waren die Briten mehr als alarmiert. Unter dem Kommando von Samoris Sohn Sarankye-Moré waren dessen Sofa-Banden im Dezember 1895 in das westliche Gonja-Gebiet eingedrungen und hatten hier, wie üblich, ein Feld der maßlosen Zerstörung und weitgehender Entvölkerung hinterlassen. Die Briten sahen sich nunmehr im Handlungszwang, wollten sie ihre Positionen nördlich des Aschanti-Reiches nicht aufgeben und die Gegenden den Franzosen und Deutschen überlassen. Sie forderten daher zunächst, wenn auch vergeblich, den Rückzug der samorianischen Streitkräfte. Gleichzeitig liefen bei den Briten die Vorbereitungen zu einer größeren, nach Norden gerichteten Militär-Expedition auf Hochtouren.
Im Vorfeld dessen hatte es den Versuch einer Annäherung zwischen Samori und Babatu gegeben. Samori war dabei an Babatu mit dem Vorschlag zu einer antieuropäischen Allianz herangetreten, zu der auch der Aschanti-König sowie die Führung des Königreichs Gyaman eingeladen wurden. Obgleich der Asantehene seine Bereitschaft hierfür signalisierte, lehnte Braimah, der neue Imam von Bondoukou, eine diesbezügliche Allianz mit Samori ab trotz eines großzügigen Angebots an seine Person. Aber auch die Zabarima-Mallams drohten mit der Aufkündigung der Gefolgschaft für den Fall, dass Babatu auf Samoris Angebot eingehen würde.
Östlich von Dagomba drangen zu dieser Zeit die Deutschen immer mehr nach Norden vor und waren intensiv bemüht, den Dagomba-König für sich zu gewinnen. Immerhin war sein Reich, da wichtige Karawanenrouten hier zusammenliefen, die wirtschaftlich stärkste Zentralmacht der gesamten Region, wenn man einmal vom Aschanti-Reich als solches absieht. Beides alarmierte die Briten, da jetzt unmittelbar die Gefahr bestand, dass das Hinterland des Aschanti-Reiches unter der europäischen Konkurrenz aufgeteilt werden könnte, ohne dass die Briten dabei mit im Boot saßen. Als die Briten daher am 14. August 1896 eine Garnison bei Kintampo an der Nordwestgrenze des Aschanti-Kernlandes errichteten, marschierte gleichzeitig eine britische Militärabteilung unter der Führung von Donald Steward in Richtung Nordosten und besetzte Gambaga im Mamprussi-Land, das nordwestlich des Dagomba-Kerngebietes gelegen ist. Auch die Briten waren ihrerseits intensiv bemüht, den Dagomba-König auf ihre Seite zu ziehen, damit dieser einen Schutz- und Handelsvertrag mit dem Britischen Empire abschloss. Der antieuropäische Aufstand der Dagombas schlug jedoch fehl. Deutsche Truppen besiegten am 4. Dezember 1896 in der Schlacht bei Adibo die Dagomba-Armee und besetzten am darauffolgenden Tag die Hauptstadt Yendi (Jendi), die sie dabei zu großen Teilen zerstörten.
Sowohl Babatu als auch Samori sahen sich nunmehr zwischen den europäischen Kolonialmächten eingekeilt und schienen es wohl zu ahnen (oder zu wissen), dass ihr Untergang bereits beschlossene Sache war, besonders nachdem die Briten ein Verhandlungsangebot von Seiten Samoris abgelehnt hatten und die Franzosen ohnehin jegliche Verhandlungen mit Samori ablehnten und bereits seit Jahren Samori militärisch bekämpften. Samori versuchte daraufhin seinerseits politische Fakten zu schaffen. 1894 waren samorianische Unterhändler im Königreich Kong aufgetaucht, um hier Waffen zu kaufen. Die islamischen Dyula-Händler, über die der Handel in Kong fast ausschließlich lief, verweigerten jedoch ein solches Geschäft, was nicht zuletzt dem Wüten der samorianischen Sofa-Banden geschuldet war, die auf ihren Raubzügen auch andere Islam-Gläubige nicht verschont hatten. Entweder hatte man sich in Kong bereits vorher mit den Franzosen verbündet oder man tat es spätestens jetzt. Dies kam einer Kriegserklärung an Samori gleich und solange in Kong von französischem Militär noch nichts zu sehen war, ließ Samori kurzerhand Kong besetzen. Seine Sofa-Banden plünderten und brandschatzten hier auf das Ausführlichste und ein Großteil der vorgefundenen Bevölkerung wurde gefangen genommen und als Sklaven verkauft. Von der einst blühenden Handelsstadt mit ihren 20000 Einwohnern blieben nach dem Gemetzel nur noch rauchende Trümmer übrig. Das islamische Königreich Kong, das seit 1710 bestanden hatte, hörte damit auf zu existieren.

### Das Ende
Im Zusammenhang mit den britisch-französischen Spannungen um Bondoukou und den Gegenden am Schwarzen Volta wird seitens der Briten Anfang 1897 das Protektorat der Nordterritorien der Goldküste errichtet, um zu verhindern, dass Franzosen und Deutsche im Kampf gegen die Freibeuterkönige die Ländereien nördlich von Asante besetzen. Der Rückweg in Richtung Süden war nun für Babatus Armee abgeschnitten.
Zusammen mit einheimischen Verbündeten gelang es den Franzosen Babatu und seine Zabarima-Armee am 14. März 1897 bei Gandiogo zu besiegen. Der Rest seiner Truppen unterlag anschließend erneut den Franzosen am 23. Juni 1897 bei Doucie. Die Überlebenden dieses Gefechtes flohen daraufhin nach Süden und veranlassen die Briten ihrerseits im Oktober 1897 mit militärischer Gewalt gegen sie vorzugehen. Die Kämpfe dauerten insgesamt noch bis Juni 1898 an, bis schließlich auch der letzte Widerstand von Babatus früherer Privatarmee besiegt war.
Angesichts des britischen Aufmarschs in Gambaga und nun auch in Wa und anderen Gebieten östlich des Schwarzen Voltas, flohen viele der im Gurunsi-Gebiet verbliebenen Autoritäten des Zabarima-Emirats ostwärts in Richtung Dagomba, aber man beugte sich schließlich der britischen Oberhoheit. Am 29. März 1897 prallten schließlich Samoris Ost-Armee und das von Francis B. Henderson befehligte britische Expeditionskorps aufeinander. Das Gefecht endete mit einer vernichtenden Niederlage der samorianischen Armee. Das Gebiet nördlich von Asante und östlich des Schwarzen Volta war nun frei von Sklavenfreibeutern – ein geeintes Staatswesen der Zabarima existierte zum damaligen Zeitpunkt ohnehin schon lange nicht mehr.

## Auswahl bedeutender Führungspersönlichkeiten im Zabarima-Staat

### Emire von Zabarima
1. Hanno oder Alfa[3] Hano dan Tadano (Hanno in der Kolonialliteratur): Jerma
2. Gazari oder Alfa[3] Gazare dan Mahama (Gazari in der Kolonialliteratur): Jerma; stammte aus Kara
3. Babatu oder Mahama dan Issa (Babatu in der Kolonialliteratur): Jerma; stammte aus Indunga

### Weitere höhere Staatsbeamte

#### Galadima
Galadima war im Zabarima-Staat der Titel des Gouverneurs oder Statthalters einer „wichtigen Region“.
- Isaka dan Aljima (auch „Isaka Karaga“): Herkunft: Jerma; Er stammte aus Kirtashi; und war Galadima für die Region der Dagarti, der Pougouli und der Bobo am Voltaufer. Er verweigerte zunächst Babatu nach dem Tod Gazaris die Gefolgschaft und führte den Widerstand an, der die Installation Babatus als Emir des Zabarima-Staates auf Jahre hinweg verzögerte. Er lag häufig mit Babatu im Streit; erkannte jedoch später, nach einer gescheiterten Expedition, die Herrschaft Babatus an. Später lebte im, von Babatu akzeptierten Exil in Dagomba. Sein Grab befindet sich in Yendi.
- Tunifikedubu (auch als Kaga Zarumin erwähnt): Jerma; Er wird als reich, temperamentvoll und als einer der mutigsten Krieger in der Zabarima-Armee beschrieben. Er war Galadima für die politisch äußerst empfindliche Walembele-Region und lebte später ebenfalls im, von Babatu akzeptierten Exil in Dagomba. Sein Grab befindet sich in Yendi.

#### Mallams
- Alabira: Herkunft: Jerma; der wohl prominenteste unter den führungsberatenden Mallams; Er war auch gleichzeitig der Sprecher aller Mallams im Emirat Zabarima.
- Mumuni: Herkunft: Jerma
- Baba Limam: Herkunft: Jerma  Er war wahrscheinlich auch der Freitags-Imam der Zabarima.

#### Sonstige Militärführer mit Bedeutung
- Hamma Bruntaka: Herkunft: Jerma; Er war zunächst ebenfalls Oppositioneller gegen Babatus Machtübernahme.
- Wonkoi: Herkunft: Jerma; Er war einflussreicher Ratgeber trotz einer untergeordneten Position in der Streitmacht des Tunifikedubu. Sein Grab befindet sich in Yendi.
- Takubaba: Herkunft: Jerma; Er hatte bereits Alfa Gazari auf dem Weg nach Dagomba begleitet.
- Hamma Zuma (auch „Salaga“ genannt); Über ihn bestanden wichtige Beziehungen nach Salaga, dem damals (noch) florierenden Handelszentrum im Gonja-Reich.
- Daramani Kago: Herkunft: Sultanat Hamdallahi; Über ihn bestand höchstwahrscheinlich auch eine Verbindung zu den Mallams der Massina-Fulbe, von denen seit dem Ende des 18./Beginn des 19. Jh. ebenfalls eine Kolonie in Yendi existierte.
- Hamma Giwa: Herkunft: Jerma; Er wurde bei dem für die Zabarima äußerst desaströs verlaufenden Vorstoß an den Schwarzen Volta getötet.